# Radłówka
Radłówka (Duits: Hartelangenvorwerk) is een dorp in het Poolse woiwodschap Neder-Silezië, in het district Lwówecki. De plaats maakt deel uit van de gemeente Lwówek Śląski en ligt 4 kilometer ten westen van Lwówek Śląski en 104 kilometer ten westen van Wrocław.

## Geschiedenis
Radłówka kent een rijke historie. De eerste vermelding over het huidige Radłówka dateert van 1209. Door de eeuwen heen was het voornamelijk een agrarisch dorp en vaak geteisterd door rampspoed: zo werd het dorp compleet verwoest tijdens de hussietenoorlog en de Dertigjarige Oorlog, in de jaren 1567-1568 stierven de meeste bewoners door de toen heersende pest, vervolgens brandde op 21 juli 1893 het hele dorp af tijdens een grote brand en in 1897 werd Radłówka overspoeld door een grote overstroming. Na de Tweede Wereldoorlog werd het gebied onder Pools bestuur geplaatst en etnisch gezuiverd volgens de naoorlogse Conferentie van Potsdam. De Duitse bevolking werd verdreven en vervangen door Polen.